# París-Tours 1957
La París-Tours 1957 fue la 51.ª edición de la clásica París-Tours. Se disputó el 6 de octubre de 1957 y el vencedor final fue el belga Alfred De Bruyne del equipo Carpano-Coppi, que se impuso al sprint. 

## Clasificación general[3]
|    | Ciclista          | Equipo                          | Tiempo     |
| -- | ----------------- | ------------------------------- | ---------- |
| 1  | Alfred De Bruyne  | Carpano-Coppi                   | 5h 51' 31" |
| 2  | Louison Bobet     | Bobet-BP-Hutchinson             | m.t.       |
| 3  | Angelo Conterno   | Bianchi                         | m.t.       |
| 4  | Albert Dolhats    | Saint Raphael-Gitane-Campagnolo | m.t.       |
| 5  | Roger Baudechon   | -                               | m.t.       |
| 6  | Rik Van Looy      | Faema                           | m.t.       |
| 7  | Miguel Poblet     | Ignis                           | m.t.       |
| 8  | Arthur Decabooter | Groene Leeuw                    | m.t.       |
| 9  | René Fournier     | Mercier                         | m.t.       |
| 10 | Jacques Anquetil  | Helyett-Potin                   | m.t.       |